# Romana Tomc

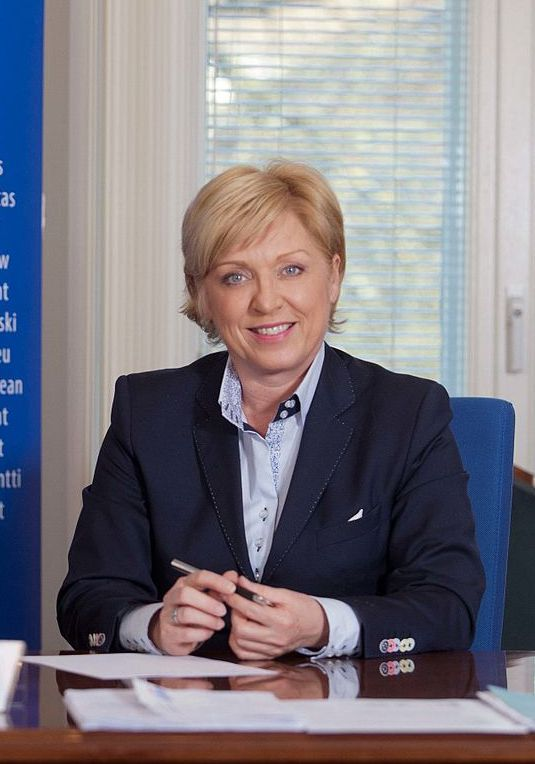
Romana Tomc, 2019

Romana Tomc (* 2. November 1965 in Ljubljana) ist eine slowenische Politikerin der Slowenischen Demokratischen Partei.

## Leben
Romana Tomc studierte Wirtschaft an der Universität Ljubljana. Zehn Jahre war sie  in der slowenischen Industrie- und Handelskammer tätig. Sie war Leiterin des Direktorats für Arbeit- und Arbeitsrecht und war hiernach Staatssekretärin im Ministerium für Arbeit, Familie und Soziales. Tomc war Vizepräsidentin der slowenischen Nationalversammlung.
Tomc ist seit 2014 Abgeordnete im Europäischen Parlament. Dort ist sie Stellvertretende Vorsitzende der Delegation für die Beziehungen zu Japan und Mitglied im Ausschuss für Beschäftigung und soziale Angelegenheiten.